# Epilator

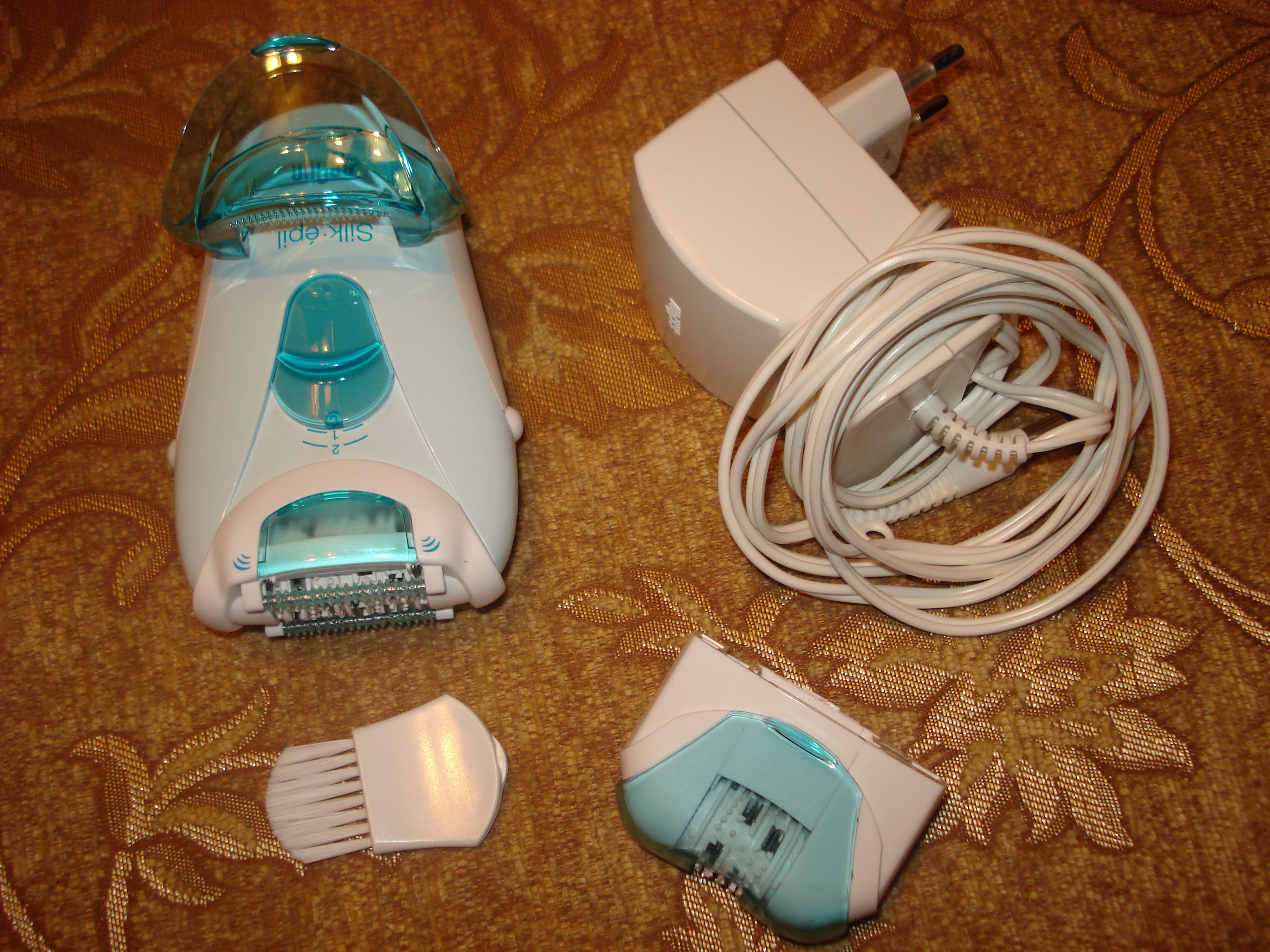
En epilator.

En epilator är en elektrisk apparat som används för hårborttagning av oönskad hårväxt från delar av kroppen. Den drar upp hårstråna med rötterna.